# Penisola Varna

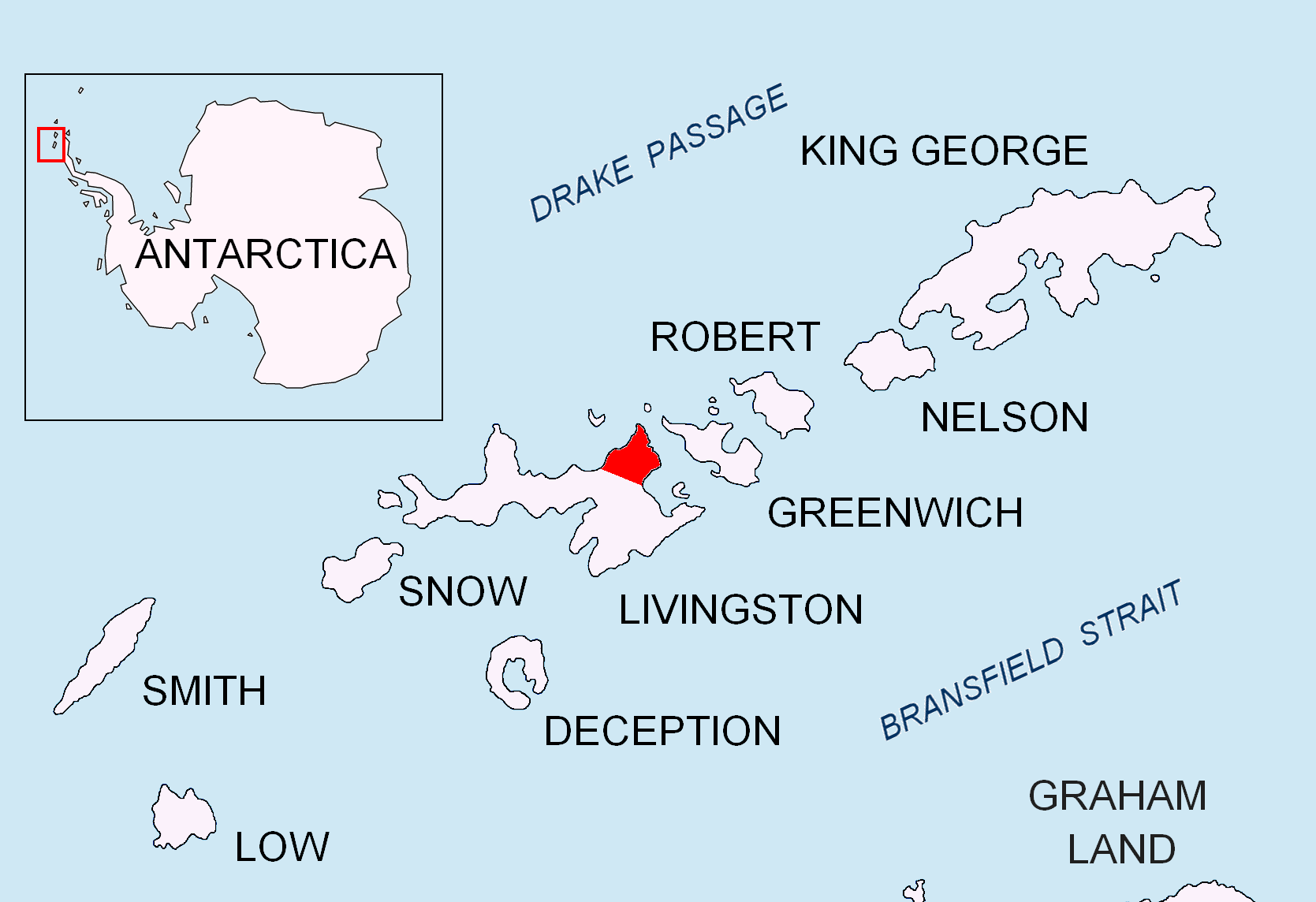
Posizione della Penisola Varna nell'Isola Livingston delle Isole Shetland Meridionali.

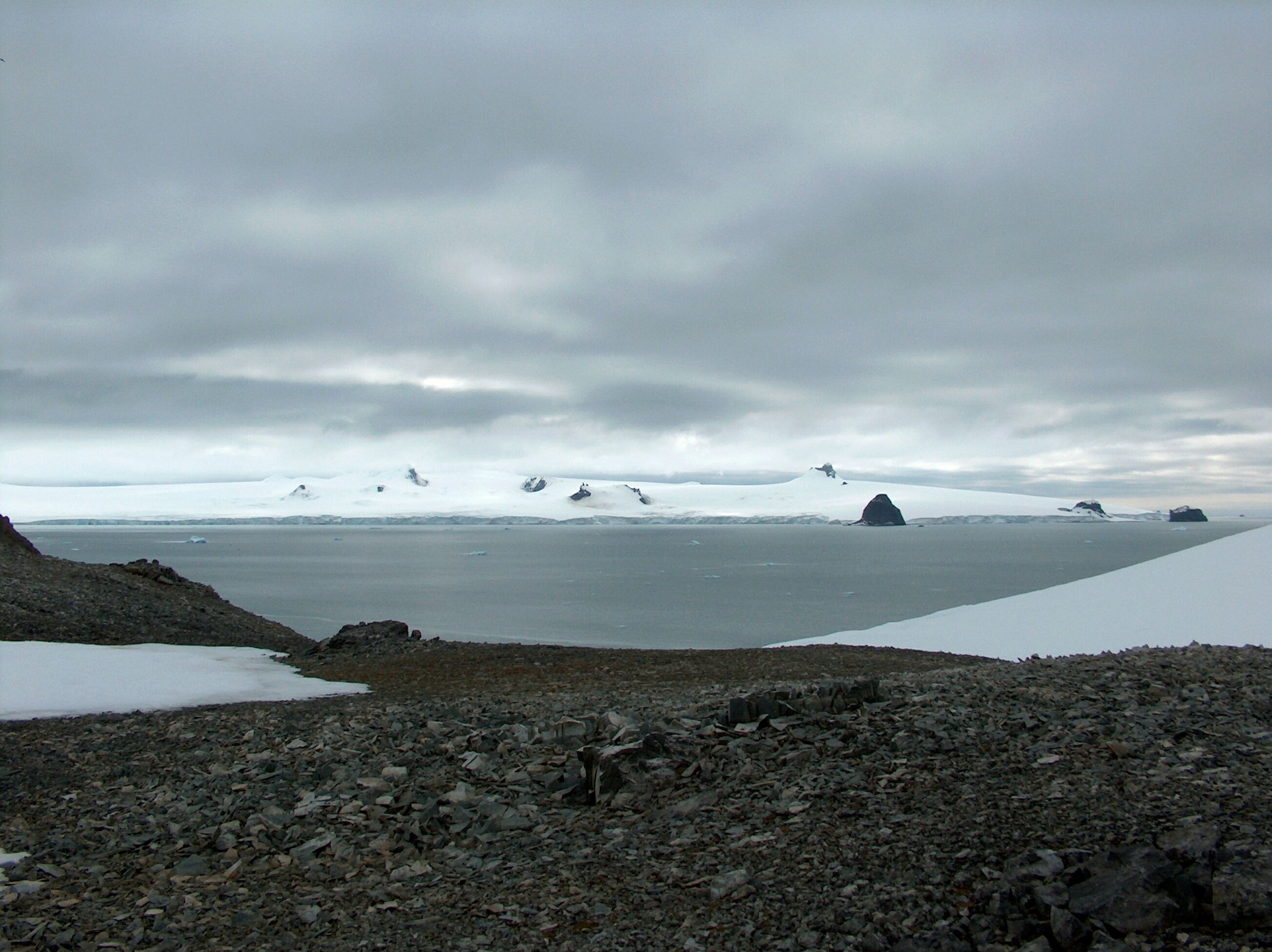
La Penisola Varna vista dall' Isola Half Moon.

La Penisola Varna (in lingua bulgara: полуостров Варна, Poluostrov Varna) è una penisola antartica di forma pressoché rettangolare e prevalentemente coperta di ghiaccio, che forma l'estremità nordorientale dell'Isola Livingston, che fa parte delle Isole Shetland Meridionali, in Antartide. 
È delimitata dalla Hero Bay a nordovest, dalla Moon Bay a sudest e dallo Stretto McFarlane a nordest.

## Caratteristiche
La penisola si estende in lunghezza per circa 14 km in direzione sudovest-nordest ed è larga 10 km; la parte centrale è occupata dalle Vidin Heights.
Le estremità settentrionale e orientale della Penisola Varna sono formate rispettivamente da Phelps Promontory e Williams Point, e da Inott Point. La costa è indentata da Lister Cove e Dragon Cove a nordest, e da Griffin Cove, Charybdis Cove e Eliseyna Cove a nordovest. Sulla costa nordoccidentale si trova anche Bezmer Point.
L'area era visitata già nel XIX secolo dai cacciatori di foche. Williams Point è stata la prima terra scoperta nell'area del Trattato Antartico dal navigatore inglese William Smith, il 19 febbraio 1819.

## Denominazione
La denominazione è stata assegnata dalla Commissione bulgara per i toponimi antartici in riferimento alla città di Varna, importante centro sulla costa bulgara del Mar Nero. È uno dei toponimi bulgari assegnati dalla spedizione Tangra 2004/05 a elementi geografici precedentemente privi di denominazione.

## Localizzazione
Il punto centrale della penisola è posizionato alle coordinate 62°30′55″S 60°09′45″W.
Mappatura britannica nel 1822 e 1968, cilena nel 1971, argentina nel 1980, spagnola nel 1991. Rilevazione topografica bulgara sulla base dei dati della spedizione Tangra 2004/05 con mappatura nel 2005 e 2009. 

## Mappe
- South Shetland Islands. Scale 1:200000 topographic map. DOS 610 Sheet W 62 60. Tolworth, UK, 1968.
- Islas Livingston y Decepción.  Mapa topográfico a escala 1:100000.  Madrid: Servicio Geográfico del Ejército, 1991.
- L.L. Ivanov. Livingston Island: Central-Eastern Region. Scale 1:25000 topographic map.  Sofia: Antarctic Place-names Commission of Bulgaria, 1996.
- S. Soccol, D. Gildea and J. Bath. Livingston Island, Antarctica. Scale 1:100000 satellite map. The Omega Foundation, USA, 2004.
- L.L. Ivanov et al., Antarctica: Livingston Island and Greenwich Island, South Shetland Islands (from English Strait to Morton Strait, with illustrations and ice-cover distribution), 1:100000 scale topographic map, Antarctic Place-names Commission of Bulgaria, Sofia, 2005
- L.L. Ivanov. Antarctica: Livingston Island and Greenwich, Robert, Snow and Smith Islands. Scale 1:120000 topographic map. Troyan: Manfred Wörner Foundation, 2010. ISBN 978-954-92032-9-5 (First edition 2009. ISBN 978-954-92032-6-4)
- Antarctic Digital Database (ADD). Scale 1:250000 topographic map of Antarctica. Scientific Committee on Antarctic Research (SCAR). Since 1993, regularly upgraded and updated.
- L.L. Ivanov. Antarctica: Livingston Island and Smith Island. Scale 1:100000 topographic map. Manfred Wörner Foundation, 2017. ISBN 978-619-90008-3-0